# Paul Okon-Engstler
 (mars 2025).
Paul Okon-Engstler est un footballeur australien né le 24 janvier 2005 à Ostende en Belgique. Il joue au poste de Milieu défensif au SL Benfica B.

## Carrière

### En club
Né en Belgique quand son père Paul Okon évoluait au KV Ostende, il rentre en Australie quand il signait avec les Newcastle Jets. Le petit commence le football à Marconi Stallions avant d'aller à Western Sydney Wanderers. En 2019, il fait son retour en Belgique en signant avec le Club Bruges.
En juillet 2023, il rejoint les portugais du SL Benfica en signant un contrat de trois ans.

### En sélection
Avec les moins de 20 ans, il participe à la coupe d'Asie en 2025 qui s'est jouée en Chine. Il joue six matchs durant le tournoi et l'Australie remporte le titre.

## Palmarès
Vainqueur de la coupe d'Asie des moins de 20 ans en 2025.